# Equality
Equality es una villa ubicada en el condado de Gallatin en el estado estadounidense de Illinois. En el Censo de 2010 tenía una población de 595 habitantes y una densidad poblacional de 253,29 personas por km².

## Geografía
Equality se encuentra ubicada en las coordenadas 37°44′13″N 88°20′32″O / 37.73694, -88.34222. Según la Oficina del Censo de los Estados Unidos, Equality tiene una superficie total de 2.35 km², de la cual 2.31 km² corresponden a tierra firme y (1.76%) 0.04 km² es agua.

## Demografía
Según el censo de 2010, había 595 personas residiendo en Equality. La densidad de población era de 253,29 hab./km². De los 595 habitantes, Equality estaba compuesto por el 99.16% blancos, el 0.17% eran afroamericanos, el 0.17% eran amerindios, el 0% eran asiáticos, el 0% eran isleños del Pacífico, el 0% eran de otras razas y el 0.5% pertenecían a dos o más razas. Del total de la población el 0.34% eran hispanos o latinos de cualquier raza.